# مات شنيل
ماثيو كريستوفر شنيل (بالإنجليزية: Matthew Christopher Schnell؛ مواليد 15 يناير 1990) هو مُقاتل فنون قتالية مختلطة أمريكي.

## وصلات خارجية
- مات شنيل على موقع يو إف سي (الإنجليزية)
- مات شنيل على موقع شيردوغ (الإنجليزية)
- مات شنيل على موقع Tapology.com (الإنجليزية)
- مات شنيل على موقع IMDb (الإنجليزية)